# Toğay bey
Arğın Doğan Toğay bey (en polonais : Tuhaj-bej, en cyrillique : Тугай-бей, Tougaï beï, parfois aussi orthographié comme Togay Bey), mort en juin 1651, est un chef militaire et homme politique notable des Tatars de Crimée.

## Biographie
Toğay est un membre des Arğıns - une des familles nobles de Crimée, et son nom complet est Arğın Doğan Toğay bey. « Bey » étant un titre qu'il a reçu en devenant le chef du sandjak d'Or Qapı (Perekop), une position importante dans le khanat de Crimée, puisque l'isthme de Perekop est l'accès de la péninsule de Crimée et était crucial pour sa défense.
Toğay Bey est devenu le bey d'Or Qapı entre 1642 et 1644,contrôlant la forteresse d'Or Qapı et ainsi la porte d'entrée de la péninsule. En 1644, il avait suffisamment d'autorité pour que le khan de Crimée lui confie la direction d'une grande expédition tatare contre la Pologne. Cependant, l'armée de Toğay Bey est interceptée par l'armée polonaise de l'hetman Koniecpolski avant d'atteindre les régions densément peuplées d'Ukraine et vaincue lors de la première bataille d'Okhmativ.
En 1648, il amena une armée (estimée à entre 6 000 et 20 000 hommes) pour aider Bohdan Khmelnytsky lors du soulèvement cosaque contre la république des Deux Nations. Il prend part à plusieurs batailles importantes et est finalement tué lors de la bataille de Berestetchko,.
Il a été décrit dans le roman et le film polonais Par le fer et par le feu. Dans le film, il est joué par Daniel Olbrychski. Henryk Sienkiewicz a créé un personnage dans son troisième roman Pan Wołodyjowski - le fils de Toğay Bey - Azya. Il a joué dans le film « Colonel Wolodyjowski » de 1969 de Daniel Olbrychski.

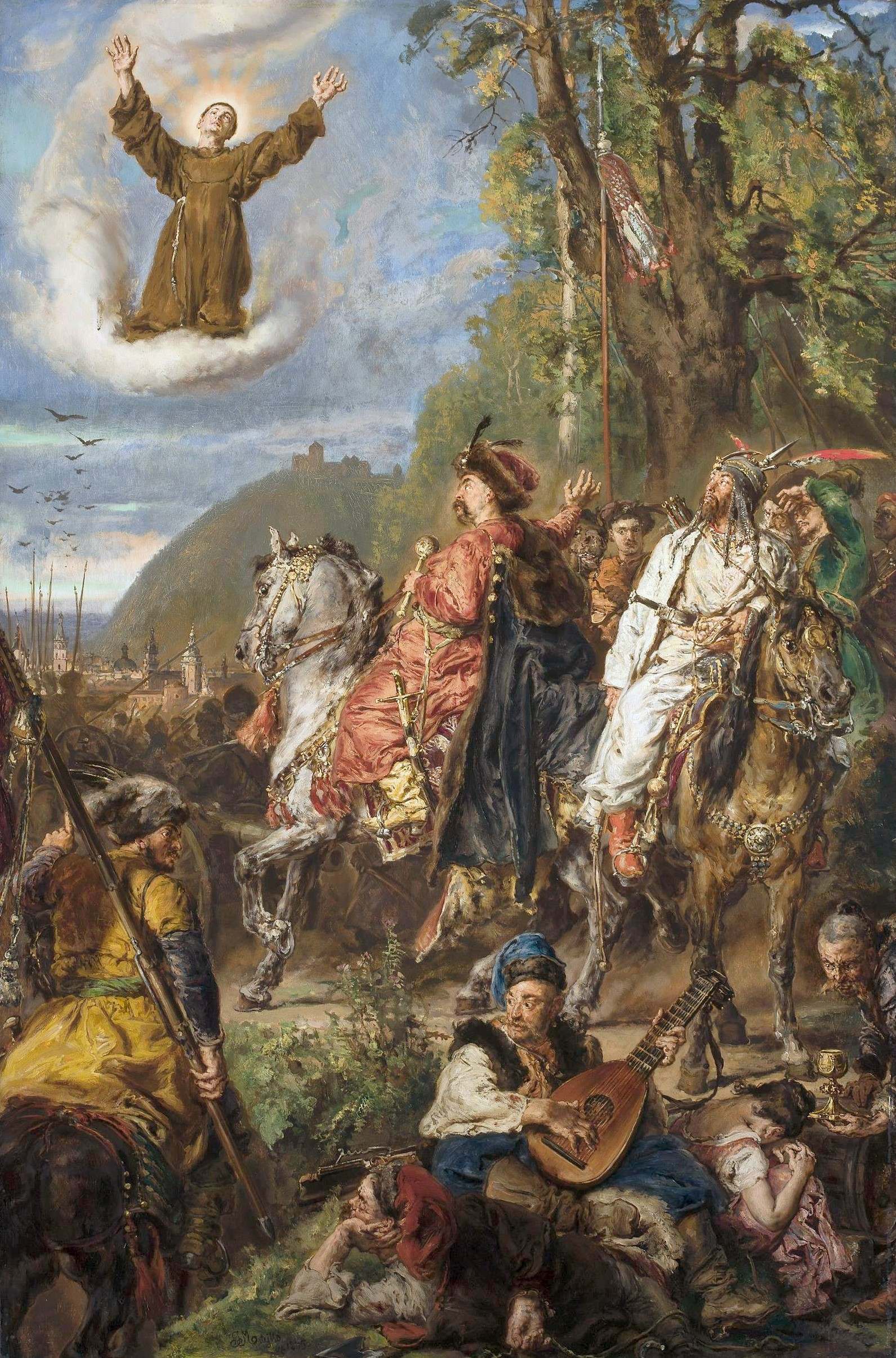
Une peinture imaginaire de Bohdan Khmelnytsky avec Toğay Bey à Lviv, huile sur toile de Jan Matejko, 1885.
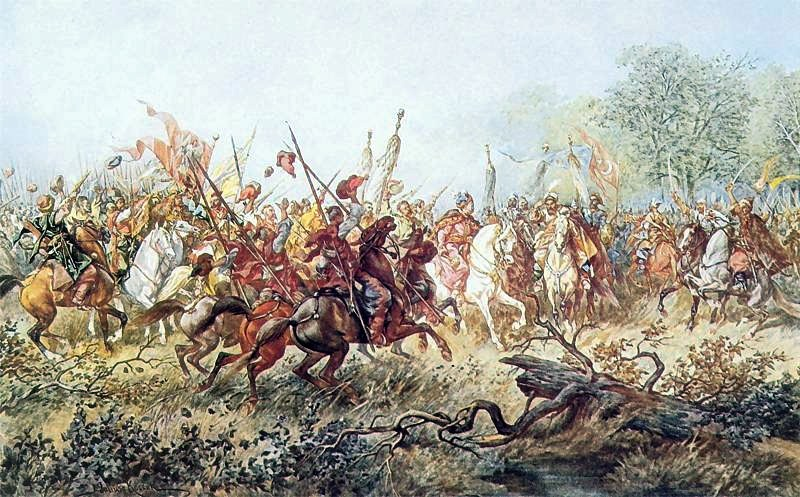
Toğay Bey dirige la cavalerie tatare.